# Martha Senn
Martha Senn (San Galo, 1953) es una actriz y mezzosoprano colombiana nacida en San Galo, Suiza.

## Biografía
Senn nació en la ciudad suiza de San Gallen en 1953. Inició su formación musical a los quince años en el Conservatorio de la Universidad Nacional de Colombia y más tarde estudió derecho en el Colegio Mayor de Nuestra Señora del Rosario (actual Universidad del Rosario). En la década de 1980 se trasladó a los Estados Unidos para formarse como cantante de ópera.
Debutó en el país norteamericano en la ópera Carmen en el Kennedy Center de Washington en 1982. Dos años después debutó en el Teatro de La Scala de Milán. Durante su trayectoria interpretó papeles como Magdalena en Rigoletto, Musetta en La bohème, Suzuki en Madama Butterfly y Loa en Cavalleria rusticana, y participó junto al tenor español Plácido Domingo en su concierto An evening with Plácido Domingo.
En Colombia ha actuado como solista invitada de la Orquesta Filarmónica de Bogotá, participó en la serie de televisión Las Ibáñez en 1989, se desempeñó como Secretaria de Cultura de Bogotá entre 2004 y 2007 y hasta el año 2013 fue directora del Centro Cultural de la Biblioteca de la Universidad EAFIT en Medellín. Actualmente se desempeña como columnista del diario El Tiempo.

## Premios y reconocimientos destacados
- Primer Premio del Concurso Internacional de Canto en París
- Primer Premio de la Competencia Vocal de Baltimore
- Primer Premio American Opera Auditions de Nueva York[3]